# Camille of the Barbary Coast
Camille of the Barbary Coast er en amerikansk stumfilm fra 1925 instrueret af Hugh Dierker.

## Medvirkende
- Mae Busch som Camille Balishaw
- Owen Moore som Robert Morton
- Fritzi Brunette som Maggie Smith
- Burr McIntosh som Henry Norton
- Harry T. Morey som Dan McCarthy
- Tammany Young som Barbary Bennie
- Dorothy Janis som Dora Malcolm